# Встигнути до опівночі
«Встигнути до опівночі» (англ. Midnight Run) — американський пригодницький, комедійно-кримінальний фільм 1988 року режисера Мартіна Бреста, з Робертом Де Ніро, Чарльзом Гродіном, Джо Пантоліано та Джоном Ештоном у головних ролях.

## Сюжет
Колишній чиказький поліцейський Джек Волш (Роберт де Ніро) заробляє на життя розшукуючи злочинців-втікачів. За сюжетом фільму, йому потрібно знайти Джонатана Мардукаса, який має кличку «Герцог». Мардукас, інтелігентний бухгалтер, вкрав у мафіозного боса Лас-Вегасу Джиммі Серрано (Денніс Фаріна) 15 мільйонів доларів і ховається від мафії, після того, як вийшов під заставу. За 100000 доларів Джек повинен зловити «Герцога» і привезти до Лос-Анджелесу до опівночі в п'ятницю. Для досвідченого «мисливця за головами» подібне завдання — суща дрібниця. Але Джек Волш не врахував, що крім нього за Мардукасом активно полюють гангстери, агенти ФБР на чолі зі спеціальним агентом Алонзо Мозлі (Яфет Котто) та конкурент Джека Волша — Марвін Дорфлер (Джон Ештон) …

## Ролі виконують
- Роберт де Ніро — Джек Волш
- Чарльз Гродін[en] — Джонатан «Герцог» Мардукас
- Яфет Котто — спеціальний агент Алонзо Мозлі
- Джон Ештон[en] — Марвін Дорфлер
- Денніс Фаріна — Джіммі Серрано
- Джо Пантоліано — Едді Москоне
- Трейсі Волтер — бармен
- Мартін Брест — продавець авіабілетів

## Навколо фільму
- Фільм входить до списку 500 фільмів Американського інституту кіномистецтва за 2000 рік, що були номінованими на 100 найкумедніших американських фільмів.[1]
- Фільмування сцени з поїздом у Флегстаффі, штат Аризона, фактично запобігла викраденню молодої жінки з кав'ярні в центрі Флегстаффа. Коли близько десятка «поліцейських машин» проїжджали повз кав'ярню, викрадачі налякалися, подумавши, що їх переслідують справжні поліцейські, кинули дівчину та втекли з місця спроби викрадення.

## Нагороди
- 1988 Премія на Міжнародному кінофестивалі у Вальядоліді, (Іспанія):
  - премія «Золотий колос» найкращому акторові — Чарльз Гродін[en]
- 1988 Премія Національної ради кінокритиків США, (National Board of Review, NBR Award):
  - найкращі десять фільмів[en]